# Chiesa di San Tommaso Apostolo (Terrassa Padovana)
La chiesa di San Tomaso Apostolo è un edificio religioso situato a Terrassa Padovana, in provincia di Padova.

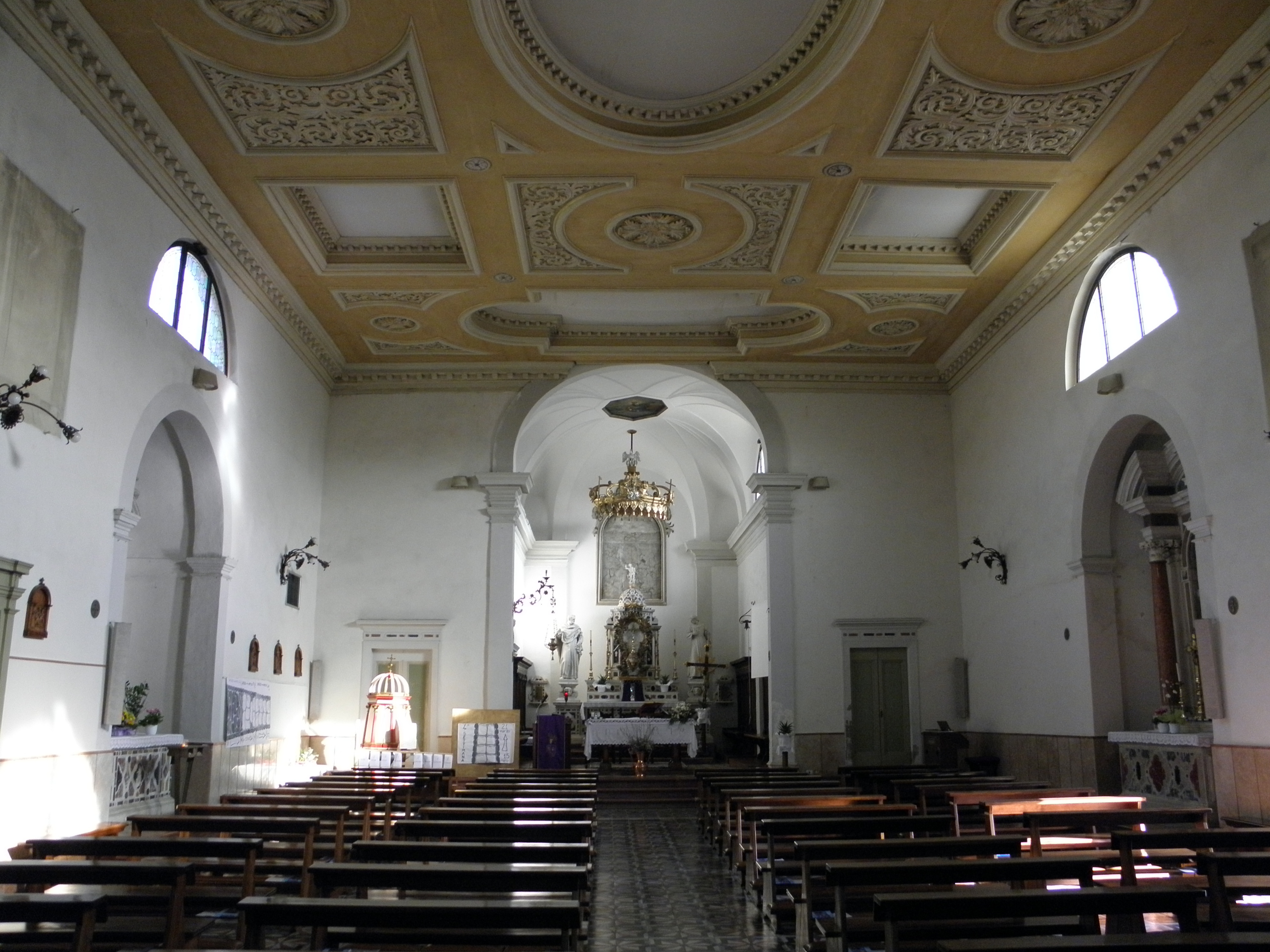
L'interno

L'edificio sorge su una preesistente chiesa risalente alla metà del XIII secolo e riedificata nel 1653 assumendo l'aspetto che appare al giorno d'oggi. L'interno è impreziosito da opere scultoree e pittoriche di buona fattura.